# Бислими, Уран
Уран Бислими (алб. Uran Bislimi; род. 25 сентября 1999, Базель, Швейцария) — косовский футболист, полузащитник швейцарского клуба «Лугано» и национальной сборной Косово. Ранее, будучи уроженцем Швейцарии, выступал за молодёжную сборную Швейцарии. Он сыграл за сборную Косово в двух товарищеских матчах, после чего стал выступать за сборную Швейцарии.

## Клубная карьера
19 июля 2022 года Бислими подписал четырёхлетний контракт с клубом швейцарской Суперлиги «Лугано». Пять дней спустя он дебютировал в гостевом проигрышном (1:2) матче против «Грассхоппера», выйдя на замену на 72-й минуте вместо Маттиа Боттани.

## Карьера в сборной

### Швейцария
В марте 2018 года Бислими был вызван в состав сборной Швейцарии до 19 лет, за которую он дебютировал, выйдя в стартовом составе, в домашнем ничейном (2:2) матче со сборной Финляндии до 19 лет.

### Косово
2 сентября 2019 года Бислими был вызван в сборную Косово до 21 года на отборочный матч чемпионата Европы среди юношей до 21 года против сборной Англии до 21 года, но в той игре он так и остался на скамейке запасных.
Бислими планировали в сентябре 2022 года вызвать в сборную Косово для участия в матчах Лиги наций УЕФА 2022/2023 против Северной Ирландии и Кипра, но он отказался выступать за национальную команду, поскольку хотел сосредоточиться на игре на клубном уровне. 11 ноября 2022 года Бислими отправился в сборную Косово для участия в товарищеских матчах с Арменией и Фарерскими острововами. Пять дней спустя он дебютировал за сборную в игре с Арменией, выйдя на поле в стартовом составе. Спустя ещё три дня Бислими забил и свой первый гол за Косово, отличившись в домашнем ничейном (1:1) поединке с Фарерскими островами.
20 марта 2023 года главный тренер сборной Косово Байрам Шаля во время пресс-конференции перед отборочными матчами чемпионата Европы 2024 против Израиля и Андорры заявил, что у Бислими всё ещё существует дилемма относительно того, за какую национальную команду он будет играть, и поэтому он от лица сборной заявляет, что у этого игрока больше не будет места в национальной команде.

### Возвращение в Швейцарию
31 мая 2023 года Бислими был включён в резерв сборной Швейцарии на отборочные матчи чемпионата Европы 2024 против Андорры и Румынии. Девять дней спустя он был включён в окончательный состав сборной Швейцарии на эти матчи в качестве замены травмированного Бреля Эмболо. 19 июня 2023 года Бислими дебютировал в составе сборной Швейцарии в отборочном матче чемпионата Европы 2024 года против Румынии, выйдя на замену в последние минуты вместо Джердана Шакири.